# Anna Christina Schröder

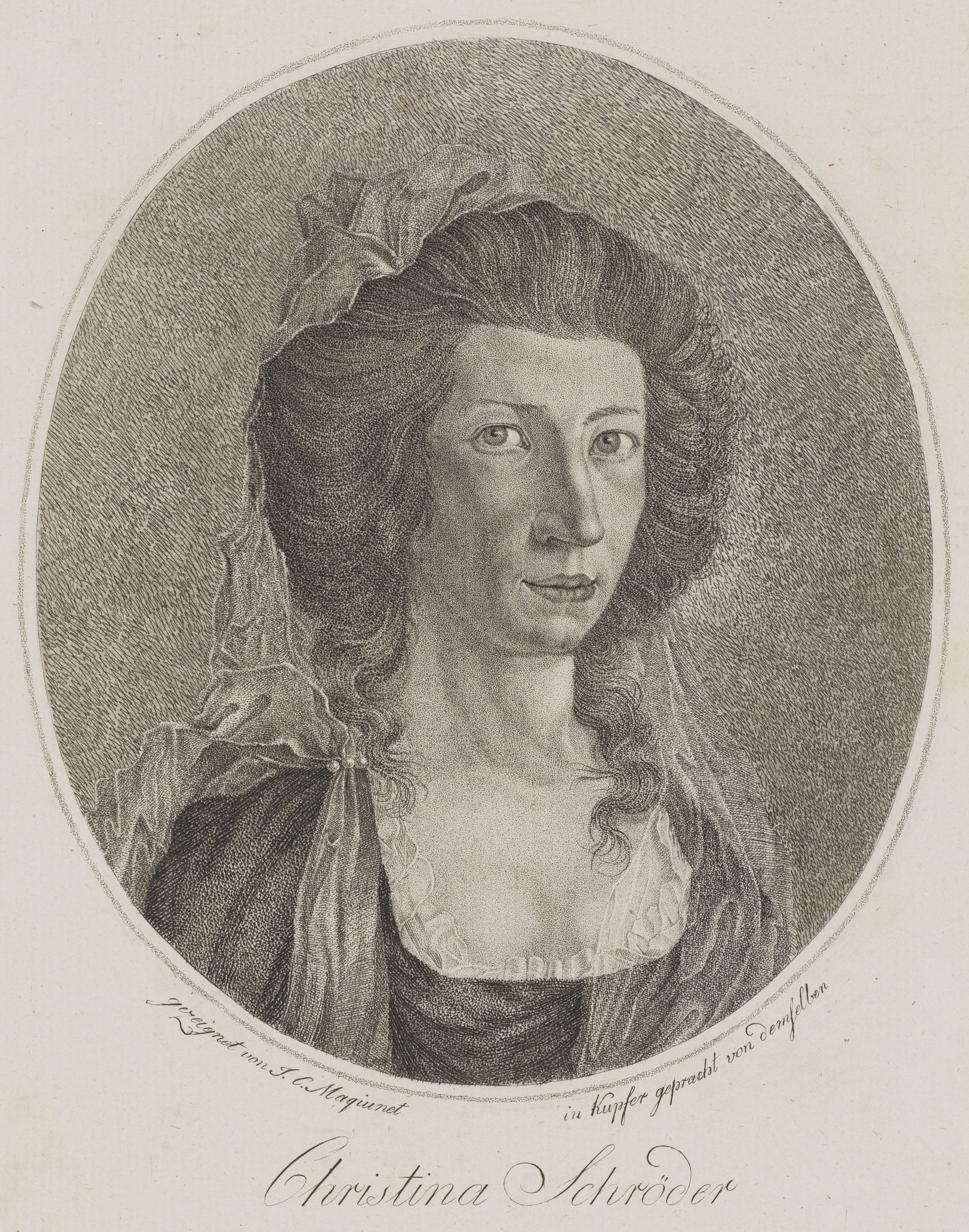
Kupferstich von I.C. Maquinet

Anna Christina Schröder (* 9. November 1755 als Anna Christina Hart in Sankt Petersburg; † 25. Juni 1829 in Rellingen) war eine deutsche Schauspielerin.

## Leben und Wirken
Anna Christina Hart wuchs als Kind deutscher Eltern in Sankt Petersburg auf. Sie besuchte bereits in jungen Jahren die Tanzschule Scolary’s, die Katharina II. gegründet hatte. Im Alter von neun Jahren reiste sie mit ihrem Prinzipal Johann Christian Wäser nach Deutschland. Da er sie für äußerst talentiert hielt, empfahl Wäser das Mädchen an die von Sophie Charlotte Ackermann und deren Sohn Friedrich Ludwig Schröder geleitete Ackermann’sche Truppe. Friedrich Ludwig Schröder, der diesen Tag wiederholt als „den glücksbringenden seines Lebens“ bezeichnete, heiratete Anna Christina Hart am 26. Juni 1773. 
Anna Christina Schröder trat anfangs fast immer als Tänzerin auf und hatte gelegentlich Gesangspartien in der Oper und Nebenrollen im Theater. Nach dem Tod der Stiefschwester ihres Mannes, Charlotte Ackermann und dem Rückzug der zweiten Stiefschwester Dorothea Ackermann übernahm sie wiederholt deren Rollen. Sie spielte die großen Frauenrollen Gotthold Ephraim Lessings und Shakespeares, darunter 1777 gemeinsam mit ihrem Mann die Emilia Galotti und 1778 die Ophelia. 

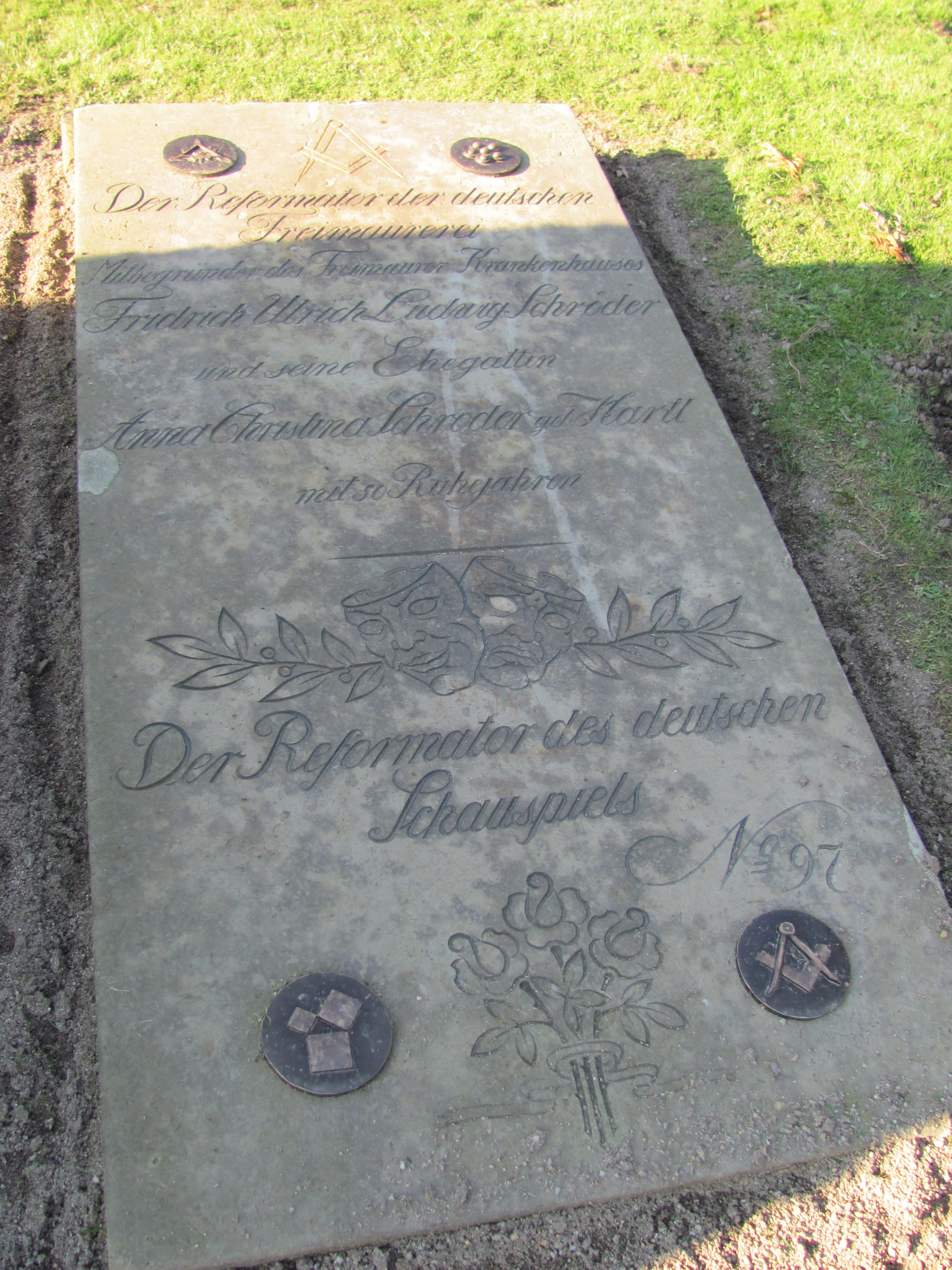
„Anna Christina Schröder geb, Hartt“, Althamburgischer Gedächtnisfriedhof

Zeitgenössische Quellen zeigen kein eindeutiges Bild, ob die Schauspielkarriere Anna Christina Schröders auf ihr gegebenenfalls eher mäßiges Talent oder die Liebe zu ihrem Mann zurückzuführen ist. Johann Friedrich Schütze schrieb 1794 in den Hamburgischen Theater-Geschichten, dass Schröder genauso gut war wie ihre Vorgängerinnen. Ihr Freund Friedrich Ludwig Wilhelm Meyer bezeichnete ihre Darbietungen als „unübertrefflich“. Der Schriftsteller Jens Baggesen, der sie 1789 während einer Deutschlandreise als Cordelia sah, kam wie Berthold Litzmann 1894 zu einem anderen Urteil. Alle Biografen waren sich jedoch einig, dass Schröder belesen war und über gute Menschenkenntnisse und Einfühlungsvermögen verfügte. Ihr war es somit möglich, ihren als unausgeglichen und leicht erregbar geltenden Ehemann verstehen und beeinflussen zu können.
1780 trat Friedrich Ludwig Schröder als Direktor der Oper am Gänsemarkt zurück. Das Ehepaar reiste 1781 nach Wien, wo Anna Christina Schröder am Hofburgtheater auftrat. Nach der Rückkehr nach Hamburg 1785 leitete ihr Ehemann von 1786 bis 1797 erneut die Oper am Gänsemarkt. Anna Christina Schröder übernahm oftmals an der Seite ihres Mannes sanfte und duldene Rollen als Frauen und Mädchen, die ihrem Temperament entgegenkamen. Neben ihrem Mann trat sie 1787 als Elisabeth von Valois in Don Carlos auf. Nach dem Rückzug aus gesundheitlichen Gründen 1795 ersetzte sie Schauspielerinnen, die ihr Mann aufgrund interner Konflikte verloren hatte, wobei sie auch neue Rollen lernte.
Nachdem Friedrich Ludwig Schröder aus dem Theater abgetreten war, zog das Ehepaar auf einen Landsitz nach Rellingen, wo Anna Christina Schröder 13 Jahre nach dem Tod ihres Gatten im Juni 1829 starb.
Auf dem Althamburgischen Gedächtnisfriedhof des Ohlsdorfer Friedhofs befindet sich die Einzelgrabplatte für Friedrich Ludwig Schröder und Anna Christina Schröder, geborene Hart.